# Tharrhalea maculata
Tharrhalea maculata is een spinnensoort in de taxonomische indeling van de krabspinnen (Thomisidae).
Het dier behoort tot het geslacht Tharrhalea. De wetenschappelijke naam van de soort werd voor het eerst geldig gepubliceerd in 1911 door Wladislaus Kulczynski.